# Església parroquial de la Mare de Déu dels Àngels (Cortes d'Arenós)
L'església parroquial de la Mare de Déu dels Àngels, localitzada en el municipi de Cortes d'Arenós, a la comarca de l'Alt Millars és un lloc de culte catalogat com Bé de rellevància local, segons la Disposició Addicional Cinquena de la Llei 5/2007, de 9 de febrer, de la Generalitat Valenciana, de modificació de la Llei 4/1998, d'11 de juny, del Patrimoni Cultural Valencià (DOCV Núm. 5.449 / 13/02/2007), amb codi identificatiu: 12.08.048-005.
Pertany al arciprestazgo 14, conegut com de Sant Vicent Ferrer, amb seu a Llucena, del Bisbat de Sogorb-Castelló.
L'actual temple va ser finalitzat en 1545 i en el seu interior poden contemplar-se destacables retaules d'estil gòtic, així com creus processionals.